# Goodstein-Folge
Goodstein-Folgen sind spezielle Folgen natürlicher Zahlen. Sie spielen eine Rolle in einem mathematischen Satz, dem Satz von Goodstein. Das Besondere an diesem Satz ist, dass er sich zwar mit den Mitteln der Peano-Axiome formulieren, aber nicht ausschließlich mit ihnen beweisen lässt. Dies liegt daran, dass die Peano-Arithmetik die natürlichen Zahlen nicht eindeutig modelliert, d. h., sie erlaubt auch andere Modelle als die natürlichen Zahlen, in denen der Satz von Goodstein nicht gilt.
Dieser Satz ist ein Beispiel dafür, dass nicht jede unbeweisbare Aussage so kompliziert und unvorstellbar sein muss wie die unbeweisbaren Aussagen im Gödelschen Unvollständigkeitssatz.

## Definition der Goodstein-Folgen
Jede natürliche Zahl {\displaystyle n} kann wie folgt zu einer gegebenen Basis {\displaystyle b} entwickelt werden:
{\displaystyle n=a_{m}b^{m}+\cdots +a_{2}b^{2}+a_{1}b^{1}+a_{0}b^{0}=\sum _{k=0}^{m}a_{k}b^{k}}
wobei die {\displaystyle a_{k}} Koeffizienten sind, die zwischen {\displaystyle 0} und {\displaystyle b-1} liegen (siehe Stellenwertsystem).
Zum Beispiel lautet die Darstellung der natürlichen Zahl {\displaystyle 35} im Dezimalsystem zur Basis {\displaystyle \mathbf {b} =\mathbf {10} }
{\displaystyle 35=30+5\quad \;\;\,=3\cdot \mathbf {10} ^{1}+5\cdot \mathbf {10} ^{0}}
und im Binärsystem zur Basis {\displaystyle \mathbf {b} =\mathbf {2} }
{\displaystyle 35=32+2+1=1\cdot \mathbf {2} ^{5}+1\cdot \mathbf {2} ^{1}+1\cdot \mathbf {2} ^{0}}.
Diese Darstellung zur Basis {\displaystyle \mathbf {b} } wird nun auf die Exponenten angewendet, und dann auf die Exponenten der Exponenten, solange bis keine Zahl oberhalb der Basis mehr auftritt. Diese Darstellung nennt man die iterierte Darstellung zur Basis {\displaystyle \mathbf {b} } (englisch hereditary base {\displaystyle \mathbf {b} } representation). Für die Zahl {\displaystyle 35} ergibt sich diese Darstellung zur Basis {\displaystyle \mathbf {2} }:
{\displaystyle {\color {red}35}={\color {red}32}+\mathbf {2} ^{1}+1=\mathbf {2} ^{\color {red}5}+\mathbf {2} ^{1}+1=\mathbf {2} ^{(\mathbf {2} ^{\mathbf {2} ^{1}}+1)}+\mathbf {2} ^{1}+1}
da
{\displaystyle {\color {red}5}=\mathbf {2} ^{\mathbf {2} ^{1}}+1}.
Man verwendet also folgende Darstellung für die natürlichen Zahlen
{\displaystyle {\begin{aligned}1&=1\\{\mathbf {2} }&={\mathbf {2} }^{1}\\{\color {red}3}&={\mathbf {2} }^{1}+1\\{\color {red}4}&=\mathbf {2} ^{\mathbf {2} ^{1}}\\{\color {red}5}&=\mathbf {2} ^{\mathbf {2} ^{1}}+1\\{\color {red}6}&=\mathbf {2} ^{\mathbf {2} ^{1}}+\mathbf {2} ^{1}\\{\color {red}7}&=\mathbf {2} ^{\mathbf {2} ^{1}}+\mathbf {2} ^{1}+1\\{\color {red}8}&=\mathbf {2} ^{\color {red}3}=\mathbf {2} ^{\mathbf {2} ^{1}+1}\\{\color {red}9}&=\mathbf {2} ^{\color {red}3}+1=\mathbf {2} ^{\mathbf {2} ^{1}+1}+1\\{\color {red}10}&=\mathbf {2} ^{\color {red}3}+\mathbf {2} ^{1}=\mathbf {2} ^{\mathbf {2} ^{1}+1}+\mathbf {2} ^{1}\\&\cdots \\{\color {red}15}&=\mathbf {2} ^{\color {red}3}+\mathbf {2} ^{\mathbf {2} }+\mathbf {2} ^{1}+1=\mathbf {2} ^{\mathbf {2} ^{1}+1}+\mathbf {2} ^{\mathbf {2} ^{1}}+\mathbf {2} ^{1}+1\\{\color {red}16}&=\mathbf {2} ^{\color {red}4}=\mathbf {2} ^{\mathbf {2} ^{\mathbf {2} ^{1}}}\\&\cdots \\{\color {red}31}&=\mathbf {2} ^{\color {red}4}+\mathbf {2} ^{\color {red}3}+\mathbf {2} ^{\mathbf {2} }+\mathbf {2} +1=\mathbf {2} ^{\mathbf {2} ^{\mathbf {2} ^{1}}}+\mathbf {2} ^{\mathbf {2} ^{1}+1}+\mathbf {2} ^{\mathbf {2} ^{1}}+\mathbf {2} ^{1}+1\\{\color {red}32}&=\mathbf {2} ^{\color {red}5}=\mathbf {2} ^{\left(\mathbf {2} ^{\mathbf {2} ^{1}}+1\right)}\\&\cdots \\{\color {red}35}&=\mathbf {2} ^{\color {red}5}+\mathbf {2} ^{1}+1=\mathbf {2} ^{\left(\mathbf {2} ^{\mathbf {2} ^{1}}+1\right)}+\mathbf {2} ^{1}+1\\&\cdots \\{\color {red}63}&=\mathbf {2} ^{\color {red}6}+\mathbf {2} ^{\color {red}5}+\mathbf {2} ^{\color {red}4}+\mathbf {2} ^{\color {red}3}+\mathbf {2} ^{\mathbf {2} }+\mathbf {2} ^{1}+1=\mathbf {2} ^{\left(\mathbf {2} ^{\mathbf {2} ^{1}}+\mathbf {2} ^{1}\right)}+\mathbf {2} ^{\left(\mathbf {2} ^{\mathbf {2} ^{1}}+1\right)}+\mathbf {2} ^{\mathbf {2} ^{\mathbf {2} ^{1}}}+\mathbf {2} ^{\mathbf {2} ^{1}+1}+\mathbf {2} ^{\mathbf {2} ^{1}}+\mathbf {2} ^{1}+1\\{\color {red}64}&=\mathbf {2} ^{\color {red}6}=\mathbf {2} ^{\left(\mathbf {2} ^{\mathbf {2} ^{1}}+\mathbf {2} ^{1}\right)}\\&\cdots \\{\color {red}256}&=\mathbf {2} ^{\color {red}8}=\mathbf {2} ^{\mathbf {2} ^{\color {red}3}}=\mathbf {2} ^{\mathbf {2} ^{(\mathbf {2} ^{1}+1)}}\\&\cdots \\{\color {red}65536}&=\mathbf {2} ^{\color {red}16}=\mathbf {2} ^{2^{\color {red}4}}=\mathbf {2} ^{\mathbf {2} ^{\mathbf {2} ^{\mathbf {2} ^{1}}}}\\&\cdots \\{\color {red}4294967296}&=\mathbf {2} ^{\color {red}32}=\mathbf {2} ^{2^{\color {red}5}}=\mathbf {2} ^{\mathbf {2} ^{\left(\mathbf {2} ^{\mathbf {2} ^{1}}+1\right)}}\end{aligned}}}
Die Bildungsvorschrift für die hier verwendete iterierte Darstellung zur Basis {\displaystyle \mathbf {b} } lautet:
- Umwandeln der Darstellung ins Zahlensystem mit der Basis {\displaystyle b}
- Zahlen kleiner {\displaystyle \mathbf {b} } bleiben wie sie sind.
- Zahlen der Basis {\displaystyle \mathbf {b} } werden hier jetzt fett dargestellt und zur zu substituierenden Zahl, siehe nächstes Kapitel
- Zahlen {\displaystyle \color {red}k} größer als die Basis werden wiederum substituiert durch ihre Darstellung im Binärsystem
- Dies wird wiederholt, bis es nur noch die Zahlen {\displaystyle 1\ldots b-1} und {\displaystyle \mathbf {b} } gibt.

Nun wird die Goodsteinsche Operation aufblähen (englisch bump the base) definiert.  definiert {\displaystyle a_{b}(n)}:
- Bringe die Zahl {\displaystyle n} in die oben genannte iterierte Darstellung zur Basis {\displaystyle \mathbf {b} }
- Ersetze in dieser Darstellung alle Zahlen {\displaystyle \mathbf {b} } durch die Zahl {\displaystyle b+1}

Diese Abbildung, die die Zahl {\displaystyle n} zuerst zur Basis {\displaystyle \mathbf {b} } darstellt und dann durch Substitution dieser Zahl durch {\displaystyle b+1} aufbläht, wird hier als
{\displaystyle a_{b}\colon \ \mathbb {N} \to \mathbb {N} }
geschrieben. In der Literatur gibt es viele verschiedene Schreibweisen dafür.
In {\displaystyle a_{2}} werden nun alle fett gedruckten Zahlen {\displaystyle 2} durch die Zahl {\displaystyle 3} (da {\displaystyle a_{\mathbf {2} }}) ersetzt:
{\displaystyle a_{2}(35)=a_{2}(2^{\color {red}5}+2^{1}+1)=a_{2}\left({\mathbf {2} }^{{\mathbf {2} }^{{\mathbf {2} }^{1}}+1}+{\mathbf {2} }^{1}+1\right)}
{\displaystyle ={\mathbf {3} }^{{\mathbf {3} }^{{\mathbf {3} }^{1}}+1}+{\mathbf {3} }^{1}+1=22.876.792.454.965}
Ist nun {\displaystyle n} eine natürliche Zahl, dann wird die Goodstein-Folge mit Startwert {\displaystyle n}
{\displaystyle (g_{b}(n))_{b\in \mathbb {N} }\;}
unter Verwendung dieser Abbildung {\displaystyle a_{b}} so definiert:

Definition des Startgliedes
{\displaystyle g_{1}(n):=n\;}
Definition der Folgeglieder mit {\displaystyle b\geq 1}
{\displaystyle g_{b+1}(n):={\begin{cases}a_{b+1}(g_{b}(n))-1&\mathrm {falls} \quad g_{b}(n)>0\\0&\mathrm {falls} \quad g_{b}(n)=0\end{cases}}}
Das zweite Folgenglied wird also berechnet, indem man {\displaystyle n} zur Basis {\displaystyle b=2} iteriert darstellt, dann aufbläht und von der aufgeblähten Zahl {\displaystyle 1} abzieht.

### Beispiele
Die Goodstein-Folgen für {\displaystyle n=1,\ 2} und {\displaystyle 3} sind noch recht kurz:
{\displaystyle \mathbf {n=1} }:
{\displaystyle {\begin{aligned}g_{1}(1)&=1\\g_{2}(1)&=0\end{aligned}}}
{\displaystyle \mathbf {n=2} }:
{\displaystyle {\begin{aligned}g_{1}(2)&&=2\\g_{2}(2)&=a_{2}(2^{1})-1=3^{1}-1&=2\\g_{3}(2)&=a_{3}(2)-1=2-1&=1\\g_{4}(2)&=a_{4}(1)-1=1-1&=0\end{aligned}}}
{\displaystyle \mathbf {n=3} }:
{\displaystyle {\begin{aligned}g_{1}(3)&&=3\\g_{2}(3)&=a_{2}(2^{1}+1)-1=3^{1}+1-1&=3\\g_{3}(3)&=a_{3}(3^{1})-1=4^{1}-1&=3\\g_{4}(3)&=a_{4}(3\cdot 4^{0})-1=3\cdot 5^{0}-1&=2\\g_{5}(3)&=a_{5}(2\cdot 5^{0})-1=2\cdot 6^{0}-1&=1\\g_{6}(3)&=a_{6}(6^{0})-1=7^{0}-1&=0\end{aligned}}}
Man beachte, dass hier ab Iterationsschritt mit {\displaystyle b=4} (in dem die Basen mit dem Wert 4 durch welche mit dem Wert 5 ausgetauscht werden) dieser Austausch der Basen keine Auswirkung mehr hat, weil die Zahl ab diesem Iterationsschritt kleiner als die Basis ist (sie ist bgzl. dieser Basis also einstellig).
{\displaystyle \mathbf {n=4} }:
{\displaystyle {\begin{aligned}g_{1}(4)&&=4\\g_{2}(4)&=a_{2}(2^{2})-1=3^{3}-1&=26\\g_{3}(4)&=a_{3}(2\cdot 3^{2}+2\cdot 3^{1}+2)-1=2\cdot 4^{2}+2\cdot 4^{1}+2-1&=41\\[0.5ex]g_{4\ldots 10}(4)&\qquad \qquad \qquad \qquad =60,\ 83,\ 109,\ 139,\ 173,\ 211,\ 253\\[0.5ex]g_{11}(4)&=a_{11}(2\cdot 11^{2}+11^{1})-1=2\cdot 12^{2}+12^{1}-1&=299\\g_{12}(4)&=a_{12}(2\cdot 12^{2}+11)-1=2\cdot 13^{2}+11-1&=348\\&\dots \\g_{100}(4)&=101^{2}+21\cdot 101+90&=12.412\\&\dots \\g_{1000}(4)&=1001^{2}+18\cdot 1001+534&=1.020.553\\&\dots \\\end{aligned}}}
Diese Folge steigt noch recht lange an, bis zur Basis {\displaystyle 3\cdot 2^{402.653.209}}, bleibt dann noch einmal doppelt solange konstant, und fällt dann ab, bis bei der Basis {\displaystyle 3\cdot 2^{402.653.211}-1\approx 10^{121\ 210\ 694}>10^{10^{8}}} der Wert {\displaystyle 0} erreicht wird. Die Anzahl der benötigten Schritte ist hier also selbst eine Zahl mit mehr als 121 Millionen Dezimalstellen.

Einen Eindruck davon, wie schnell Goodstein-Folgen wachsen können, liefern größere Werte von {\displaystyle n}.
{\displaystyle \mathbf {n=5} }:
Die Anzahl Schritte ist größer als {\displaystyle 10^{10^{10^{10^{4}}}}}.
{\displaystyle \mathbf {n=6} }:
Die Anzahl Schritte ist in Pfeilschreibweise größer als {\displaystyle 10\uparrow \uparrow \uparrow \uparrow 9}.
{\displaystyle \mathbf {n=12} }:
Die Anzahl Schritte ist größer als Grahams Zahl.
{\displaystyle \mathbf {n=19} }:
{\displaystyle g_{1}(19)=19}
{\displaystyle g_{2}(19)=a_{2}(2^{2^{2}}+2+1)-1=3^{3^{3}}+3=7.625.597.484.990}
{\displaystyle g_{3}(19)=4^{4^{4}}+3\approx 1{,}3\cdot 10^{154}}
{\displaystyle g_{4}(19)=5^{5^{5}}+2\approx 1{,}8\cdot 10^{2184}}
{\displaystyle g_{5}(19)=6^{6^{6}}+1\approx 2{,}6\cdot 10^{36.305}}
{\displaystyle g_{6}(19)=7^{7^{7}}\approx 3{,}8\cdot 10^{695.974}}
{\displaystyle g_{7}(19)=8^{8^{8}}-1=7\cdot 8^{(7\cdot 8^{7}+7\cdot 8^{6}+7\cdot 8^{5}+7\cdot 8^{4}+7\cdot 8^{3}+7\cdot 8^{2}+7\cdot 8+7)}+}
{\displaystyle \ldots +7\cdot 8^{8+1}+7\cdot 8^{8}+7\cdot 8^{7}+7\cdot 8^{6}+}
{\displaystyle 7\cdot 8^{5}+7\cdot 8^{4}+7\cdot 8^{3}+7\cdot 8^{2}+7\cdot 8+7}
{\displaystyle \approx 6\cdot 10^{15.151.335}}
{\displaystyle \dots }
Trotz des rasanten Wachstums dieser Folgen behauptet nun der Satz von Goodstein, dass alle diese Folgen irgendwann wieder fallen und bei {\displaystyle 0} enden.

## Satz von Goodstein
Der Satz von Goodstein lautet:
Jede Goodstein-Folge mit beliebigem Anfangswert aus den natürlichen Zahlen erreicht in endlich vielen Schritten den Wert {\displaystyle 0}.
Dieser Satz wurde 1944 vom englischen Logiker Reuben Louis Goodstein (1912–1985) bewiesen. Dieser Satz ist innerhalb der Mathematik vor allem deswegen interessant, weil er sich nicht mit den Axiomen der Peano-Arithmetik herleiten lässt.
Stattdessen verwendet der Beweis Mittel der Mengenlehre, speziell die Theorie der Ordinalzahlen.

## Beweis des Satzes von Goodstein
Der Satz von Kirby und Paris besagt, dass der Satz von Goodstein nicht mit Mitteln der Peano-Arithmetik beweisbar ist. Man benötigt also ein mächtigeres Werkzeug: die Ordinalzahlen.
Die Theorie der Ordinalzahlen erweitert die natürlichen Zahlen um Größen, die größer als alle natürlichen Zahlen sind. Die kleinste unendliche Ordinalzahl wird {\displaystyle \omega } (kleiner griechischer Buchstabe Omega) genannt. Ordinalzahlen kann man addieren, multiplizieren und potenzieren, jedoch gelten einige Rechenregeln der natürlichen Zahlen für Ordinalzahlen nicht allgemein (z. B. ist {\displaystyle \omega +1\neq 1+\omega =\omega }). Ordinalzahlen sind der Größe nach geordnet (sie haben eine totale Ordnung), die drei genannten Rechenarten sind monoton in allen Argumenten, und die Ordinalzahlen sind wohlgeordnet, d. h., es gibt keine streng monoton fallende unendliche Folge von Ordinalzahlen.
Wir ordnen nun jeder natürlichen Zahl {\displaystyle n} eine Ordinalzahl zu, indem wir {\displaystyle n} zur Basis {\displaystyle b} iteriert darstellen und dann jedes {\displaystyle b} durch {\displaystyle \omega } ersetzen. Die so entstehenden Ordinalzahlen lassen sich durch eine endliche Folge von Additionen, Multiplikationen und Potenzierungen aus {\displaystyle \omega } und natürlichen Zahlen gewinnen; die Menge der so darstellbaren Ordinalzahlen heißt {\displaystyle \varepsilon _{0}}; diese Menge ist außerdem die kleinste Ordinalzahl, die nicht auf diese Weise darstellbar ist. Wir haben also eine Abbildung
{\displaystyle A_{b}(n)\colon \mathbb {N} \to \varepsilon _{0}}
Auch hier gibt es in der Literatur unterschiedliche Schreibweisen.
Es ist z. B.
{\displaystyle A_{2}(19)=A_{2}(2^{2^{2}}+2+1)=\omega ^{\omega ^{\omega }}+\omega +1}
{\displaystyle A_{3}(g_{2}(19))=A_{3}(3^{3^{3}}+3)=\omega ^{\omega ^{\omega }}+\omega }
Ist {\displaystyle n} kleiner als {\displaystyle b}, dann ist {\displaystyle A_{b}(n)} eine endliche Ordinalzahl, z. B. ist
{\displaystyle A_{5}(3)=3}
Das Aufblähen hat keine Auswirkung auf die Ordinalzahl, denn es spielt keine Rolle, ob man in der iterierten Darstellung gleich jedes {\displaystyle b} durch {\displaystyle \omega } ersetzt, oder erst jedes {\displaystyle b} durch {\displaystyle b+1} und dann jedes {\displaystyle b+1} durch {\displaystyle \omega }, es gilt also
{\displaystyle A_{b+1}(a_{b}(n))=A_{b}(n)}
Die Subtraktion von {\displaystyle 1} hat jedoch Auswirkungen auf die Ordinalzahl: Diese wird reduziert.
Beispielsweise gilt
{\displaystyle A_{5}(a_{4}(4^{4}+4))=A_{5}(5^{5}+5)=\omega ^{\omega }+\omega }
{\displaystyle A_{5}(a_{4}(4^{4}+4)-1)=A_{5}(5^{5}+4)=\omega ^{\omega }+4}
Der Goodstein-Folge {\displaystyle (g_{b}(n))_{b\in \mathbb {N} }} ordnen wir nun eine Folge von Ordinalzahlen {\displaystyle (G_{b}(n))_{b\in \mathbb {N} }} so zu:
{\displaystyle G_{b}(n):=A_{b+1}(g_{b}(n))}
Diese Folge wird oft die Parallelfolge (englisch parallel sequence) genannt.
Diese Folge von Ordinalzahlen ist streng monoton fallend, muss also nach endlich vielen Schritten bei {\displaystyle 0} enden, denn die Ordinalzahlen sind wohlgeordnet. Da {\displaystyle G_{b}(n)\geq g_{b}(n)} für alle {\displaystyle n} und {\displaystyle b} gilt, endet also auch die Goodstein-Folge nach endlich vielen Schritten.
Der Satz von Goodstein macht keine Aussage darüber, nach wie vielen Schritten eine Goodstein-Folge endet; er ist also ein reiner Existenzsatz:
Zu jedem natürlichen {\displaystyle n} existiert ein {\displaystyle b}, so dass {\displaystyle g_{b}(n)=0} ist.

## Unabhängigkeit von der Peano-Arithmetik
Während der Beweis des Satzes von Goodstein noch relativ einfach ist, sofern man mit der Theorie der Ordinalzahlen vertraut ist, ist die Behauptung, dass dieser Satz nicht allein mit der Peano-Arithmetik beweisbar ist, deutlich schwieriger zu beweisen. Dies gelang Laurie Kirby und Jeff Paris 1982. Der nach ihnen benannte Satz verwendet ein Nichtstandardmodell der Peano-Arithmetik.